# Ярославский камерный театр
Ярославский камерный театр под руководством Владимира Воронцова — частный камерный театр в Ярославле. По собственным данным, единственный в России репертуарный частный театр с постоянной труппой и штатными сотрудниками.

## История
В 1999 году в Ярославле бывший актёр и бизнесмен Юрий Ваксман, актёр Ярославского ТЮЗа Владимир Гусев и режиссёр и педагог Владимир Воронцов поставили пьесу американского драматурга Питера Суэта «Интервью». Из-за отсутствия специального помещения репетировать приходилось в нерабочее время в кафе «Актёр», которое принадлежало Юрию Ваксману. Спектакль имел успех в Ярославле, а в 2000 году, показанный вне конкурсной программы, был удостоен Хрустального кубка IV Московского Международного театрально-телевизионного фестиваля «Артист конца XX века» (организованного фондом «МАСКИ» им И.Смоктуновского) в четырёх номинациях: за лучший спектакль, за лучшую режиссуру и за обе мужские роли.
Вскоре у театра появилась собственная сцена — здание бывшего кинотеатра «Арс».
За время существования театра им было проведено 4 международных театральных фестиваля (в том числе фестиваль «Золотая крыша»), в которых приняли участие более 30 профессиональных театров. Театр гастролирует в Санкт-Петербурге и Москве.

## Труппа
- Георгий Эльнатанов — Народный артист России
- Виктор Григорюк — Заслуженный артист России
- Пётр Рабчевский — Заслуженный артист России
- Владимир Гусев — Заслуженный артист России
- Михаил Левченко — Заслуженный артист России †
- Юрий Ваксман (1999—2024) — Заслуженный работник культуры России
- Алексей Дмитриев
- Замира Колхиева
- Константин Силаков
- Зинаида Сопотова
- Александр Чмелев
- Назар Артамонов
- Сергей Генкин

## Спектакли
- «Интервью», Питер Суэт
- «Представление трагедии А. С. Пушкина „Моцарт и Сальери“ на убогих подмостках конца XX столетия», Леонид Рокотов
- «Карета святых даров», Проспер Мериме (снят с репертуара)
- «Русский ланч», Иван Сергеевич Тургенев[8]
- «Любо?… Дорого! (бульварные комедии)», Пьер Барийе, Жан-Пьер Греди, Ги Абекассис, Марсель Беркье-Маринье
- «Дон Кихот. Версия умалишённых», Леонид Рокотов[9]
- «Как Бабы-Яги сказку спасали», М. Мокиенко, И. Бедных
- «Встречи и расставания», Владимир Кулагин по мотивам пьес и рассказов Александра Володина
- «Путники в ночи», Владимир Кулагин по мотивам произведений Уильяма Сарояна
- «Смешные деньги», Рей Куни, перевод М. Мишина («Любимая, начнём все с нуля?…»)
- «Не сотвори себе жену», Леонид Рокотов
- «Когда ты рядом», Ричард Баэр
- «Прощай, Иуда!», Ирениуш Иредынский
- «Игра в джин», Дональд Л.Кобурн
- «Кароль», Славомир Мрожек